# Zenon Jankowski
Zenon Jankowski (Poznań, 1937. november 22. –) lengyel űrhajós.

## Élete
Középiskoláját Poznańban végezte. A repülőtiszti főiskolán1960-ban Dęblinben diplomázott. Pilóta-oktatóként szolgált a légierőnél. A vezérkari Akadémiát 1969-ben fejezte be. Különböző repülő parancsnoki beosztásokat látott el. 1976. november 27-től kapott űrhajóskiképzést. Az űrrepülés ideje alatt az űrhajós központban szolgált. 1978. július 5-én köszönt el az űrhajósok családjától. Visszatért a katonai szolgálatba, ezredesi rangban ment nyugdíjba.

## Űrrepülései
1978-ban a 2. Interkozmosz-program keretében a Szojuz–30, kutató pilótájának Mirosław Hermaszewskinek a tartalék tagja.
Bélyegen is megörökítették az űrrepülését.